# Liste der Wüstungen im Landkreis Jerichower Land
Die Liste der Wüstungen im Landkreis Jerichower Land umfasst alle wüsten Dörfer, Siedlungen, Vorwerke und Mühlen im Gebiet des sachsen-anhaltischen Landkreises Jerichower Land. Der Landkreis befindet sich östlich der Elbe zwischen Havelwinkel, Magdeburg und Fläming.

## Liste der Wüstungen
Die Liste orientiert sich Größtenteils an dem Buch "Wüstungskunde der Kreise Jerichow I und Jerichow II" von Gustav Reischel, welches 1930 von der Historischen Kommission für die Provinz Sachsen und für Anhalt herausgegeben wurde.

### Biederitz
| Name        | Weitere bekannte Namen        | Heutige Gemarkung | Vermuteter Wüstungszeitpunkt | Wüstungsursache | Anmerkungen                                                         |
| ----------- | ----------------------------- | ----------------- | ---------------------------- | --------------- | ------------------------------------------------------------------- |
| Niendorf    | Nyendorf, Nygendorp, Niendorp | Biederitz         | unbekannt                    | unbekannt       | Erste urkundliche Erwähnung durch Erzbischof Wichmann im Jahr 1188. |
| Potztrigami |                               | Gerwisch          | unbekannt                    | unbekannt       |                                                                     |
| Seedorf     | Sehdorf, Sehedorf             | Gerwisch          | unbekannt                    | unbekannt       | Erste urkundliche Erwähnung durch Friedrich von Borne im Jahr 1197. |
| Wilnitz     | Willeniz, Willis              | Gübs              | unbekannt                    | unbekannt       | Erste urkundliche Erwähnung durch Erzbischof Wichmann im Jahr 1185. |

### Burg
| Name         | Weitere bekannte Namen                                                               | Heutige Gemarkung | Vermuteter Wüstungszeitpunkt            | Wüstungsursache | Anmerkungen |
| ------------ | ------------------------------------------------------------------------------------ | ----------------- | --------------------------------------- | --------------- | --- |
| Gossel       | Gosle, Goszle, Goszel                                                                | Niegripp          | unbekannt                               | unbekannt       | Erste urkundliche Erwähnung durch Erzbischof Konrad im Jahr 1136.                                                             |
| Hohenhafen   | Hohenhavelle, Honhauve, Honhawene, Hogenhaven, Hohenhagen                            | Parchau           | unbekannt                               | unbekannt       | Erste urkundliche Erwähnung durch den Mönch Bernhard von Domersleben im Jahr 1117.                                            |
| Holewege     |                                                                                      | Burg              | unbekannt                               | unbekannt       | |
| Troxel       | Droxelo, Drochsell                                                                   | Burg              | unbekannt                               | unbekannt       | Erste urkundliche Erwähnung durch den Richter Heinrich in Burg am 2. Januar 1263.                                             |
| Kerstedt     |                                                                                      | Ihleburg          | unbekannt                               | unbekannt       | |
| Lesegow      | Liuzewa, Leseghof, Lesegow, Lessow, Leszegow, Lesouw, Lesow                          | Burg              | unbekannt                               | unbekannt       | |
| Löbekühn     | Lubechune, Lebeychune, Lebbekune, Lebbekun, Libbechun, Lobichun, Lobechun, Löbbechün | Burg              | unbekannt                               | unbekannt       | |
| Luben        | Lubyn, Lüben                                                                         | Burg              | unbekannt                               | unbekannt       | |
| Lüdersdorf   | Lüderstorp, Luderstorp, Ludestorf                                                    | Burg              | unbekannt                               | unbekannt       | |
| Neuendorf    | Nyendorf, Nyvendorf, Niendorf, Nyndorf, Nigendorf, Alendorf                          | Burg              | Bereits bei erster Erwähnung 1339 wüst. | unbekannt       | Erste urkundliche Erwähnung durch Bischof Ludwig von Brandenburg am 23. Februar 1339.                                         |
| Nosdorf      | Nostorp, Nastorp, Notstorp                                                           | Burg              | unbekannt                               | unbekannt       | |
| Prädetz      | Pretyche, Britetz, Pritetz, Partetz, Parteitz, Predätz                               | Reesen            | unbekannt                               | unbekannt       | Erste urkundliche Erwähnung durch Johann von Plote im Jahr 1314.                                                              |
| Plumerdunk   | Plumerdunch, Plumerdung, Plumperdung, Plumperdunk                                    | Burg              | Im 13. Jahrhundert                      | unbekannt       | Erste urkundliche Erwähnung durch Papst Innocenz III. am 18. Dezember 1209 als Besitz des St. Johannis Klosters in Magdeburg. |
| Scharlieben  | Schullubbe, Schaliepen, Scharliepe, Scharlüben                                       | Burg              | unbekannt                               | unbekannt       | |
| Stottersdorf | Stotterstorf                                                                         | Burg              | unbekannt                               | unbekannt       | |
| Stridewisch  | Uussolizi, Wische, Wisse, Zurwisch                                                   | Burg              | unbekannt                               | unbekannt       | Erste urkundliche Erwähnung durch Otto III. am 28. September 992 in einer Tauschurkunde an das Kloster Memleben.              |
| Wenddorf     | Wentdorp, Wenttorf                                                                   | Burg              | unbekannt                               | unbekannt       | |
| Werder       | Werdere, Werthere                                                                    | Burg              | unbekannt                               | unbekannt       | Erste urkundliche Erwähnung durch Papst Innocenz III. am 18. Dezember 1209 als Besitz des St. Johannis Klosters in Magdeburg. |
| Wolfshagen   | Magna Wulfhagen, Wulfhagen,                                                          | Gütter            | unbekannt                               | unbekannt       | |
| Zibkeleben   | Cybekeleve, Cybbekleue, Zcybbekeleue, Sybbekeleuen, Zibbeklebe, Zcipbekeleuen        | Burg              | unbekannt                               | unbekannt       | |

### Elbe-Parey
| Name        | Weitere bekannte Namen                                              | Heutige Gemarkung | Vermuteter Wüstungszeitpunkt | Wüstungsursache                                                                    | Anmerkungen |
| ----------- | ------------------------------------------------------------------- | ----------------- | ---------------------------- | ---------------------------------------------------------------------------------- | --- |
| Burgstall   |                                                                     | Bergzow           | Um 1400                      | unbekannt                                                                          | Erste urkundliche Erwähnung am 3. Dezember 1150 durch König Konrad III.                                                       |
| Glawe       | to der Louen                                                        | Ferchland         | unbekannt                    | unbekannt                                                                          | |
| Pennigsdorf | Penekesthorp, Penneksdorp, Pennigestorp, Pennigesdorf, Penningstorf | Güsen             | 1916                         | Verkauf an die Deutsche Sprengstoff AG und Errichtung eines Werks für Schießwolle. | Erste urkundliche Erwähnung durch Papst Innocenz III. am 18. Dezember 1209 als Besitz des St. Johannis Klosters in Magdeburg. |

### Genthin
| Name         | Weitere bekannte Namen                                 | Heutige Gemarkung | Vermuteter Wüstungszeitpunkt | Wüstungsursache | Anmerkungen |
| ------------ | ------------------------------------------------------ | ----------------- | ---------------------------- | --------------- | ----------- |
| Golitz       |                                                        | Parchen           | unbekannt                    | unbekannt       |             |
| Gottesstiege | Gotstige, Ghostige                                     | Genthin           | unbekannt                    | unbekannt       |             |
| Jeserick     |                                                        | Dretzel           | unbekannt                    | unbekannt       |             |
| Kloderim     | Kloderun, Klodrim, Caldrunne, Caldrune                 | Parchen           | unbekannt                    | unbekannt       |             |
| Krakau       | Crakowe, Krakow, Krakou                                | Genthin           | unbekannt                    | unbekannt       |             |
| Rohrbeck     | Rohrbecke, Rorbecke                                    | Parchen           | unbekannt                    | unbekannt       |             |
| Schönfurt    | Schonenuorde, Schonenfurde, Schonenforde, Schönenforde | Parchen           | unbekannt                    | unbekannt       |             |
| Webbede      | Webber, Webde                                          | Gladau            | unbekannt                    | unbekannt       |             |

### Gommern
| Name          | Weiter bekannte Namen                                                                           | Heutige Gemarkung | Vermuteter Wüstungszeitpunkt            | Wüstungsursache | Anmerkungen |
| ------------- | ----------------------------------------------------------------------------------------------- | ----------------- | --------------------------------------- | --------------- | --- |
| Bösendorf     | Busdorf, Wühsdorf                                                                               | Vehlitz           | Im ausgehenden 12. Jahrhundert.         | unbekannt       | Erste urkundliche Erwähnung durch Bischof Otto von Brandenburg im Jahre 1266, als Geschenk an das Kloster Plötzky. |
| Eckholt       | Ekholt                                                                                          | Leitzkau          | Im 13. Jahrhundert                      | unbekannt       | |
| Gowen         | Gouune, Gouene, Gawene, Gowene,                                                                 | Ladeburg          | unbekannt                               | unbekannt       | Erste urkundliche Erwähnung durch Bischof Herbert von Brandenburg im Jahr 1114.                                    |
| Grieben       | Gruplitz                                                                                        | Lübs              | unbekannt                               | unbekannt       | |
| Grüneberg     | Forsthaus Grüneberg                                                                             | Lübs              | 1986                                    | Brandstiftung   | |
| Hoplake       | Lübser Hoplake                                                                                  | Lübs              | 1970er                                  |                 | |
| Kanekop       |                                                                                                 | Wahlitz           | Bereits bei erster Erwähnung 1370 wüst. | unbekannt       | |
| Klützow       | Cluzowe, Cluzow, Clutzow, Clutsowe, Clittsowe, Klotschau                                        | Dannigkow         | Im 15. Jahrhundert                      | unbekannt       | |
| Köthen        | Kothene, Kothen, Köten                                                                          | Gommern           | unbekannt                               | unbekannt       | |
| Kolebik       | Colibike, Colebick, Colibik                                                                     | Leitzkau          | unbekannt                               | unbekannt       | |
| Kone          | Kuene                                                                                           | Gommern           | unbekannt                               | unbekannt       | |
| Krakeborn     | Kruckeborne, Kokeburne, Krukeborne, Gross Kakeborne, Krakeborne, Krackeborn                     | Lübs              | unbekannt                               | unbekannt       | Erste urkundliche Erwähnung durch Bischof Wilmar von Brandenburg im Jahr 1173.                                     |
| Kulenhagen    | Culenhagen                                                                                      | Gommern           | unbekannt                               | unbekannt       | |
| Metern        | Meterne, Mecteren                                                                               | Leitzkau          | unbekannt                               | unbekannt       | Erste urkundliche Erwähnung durch Bischof Wilmar von Brandenburg im Jahr 1173.                                     |
| Muschau       | Muschawe, Muscowe, Musskow, Muschow                                                             | Leitzkau          | Im 15. Jahrhundert                      | unbekannt       | Erste urkundliche Erwähnung durch Bischof Wilmar von Brandenburg im Jahr 1173.                                     |
| Nebelitz      | Neuplizi                                                                                        | Vehlitz           | Im 15. Jahrhundert                      | unbekannt       | |
| Niendorf      | Niendorp                                                                                        | Leitzkau          | unbekannt                               | unbekannt       | Erste urkundliche Erwähnung durch Bischof Wigger von Brandenburg im Jahr 1139.                                     |
| Quabitz       | Kiebitz                                                                                         | Leitzkau          | Im 13. Jahrhundert                      | unbekannt       | Erste urkundliche Erwähnung durch Bischof Wilmar von Brandenburg im Jahr 1173.                                     |
| Rosenhagen    |                                                                                                 | Lübs              | unbekannt                               | unbekannt       | Erste urkundliche Erwähnung am 16. August 1402.                                                                    |
| Schadegommern | Schadegummere, Schadegummer                                                                     | Gommern           | Bereits bei erster Erwähnung 1358 wüst. | unbekannt       | |
| Schlaatz      | Slauditz, Slautiz, Schlatz                                                                      | Leitzkau          | unbekannt                               | unbekannt       | Erste urkundliche Erwähnung durch Bischof Wilmar von Brandenburg im Jahr 1173.                                     |
| Sielitz       | Soliteso, Scilice, Silitz, Czidelitz                                                            | Leitzkau          | unbekannt                               | unbekannt       | Erste urkundliche Erwähnung durch Otto III. am 28. September 992 in einer Tauschurkunde an das Kloster Memleben.   |
| Tuchovele     |                                                                                                 | Ladeburg          | unbekannt                               | unbekannt       | Erste urkundliche Erwähnung durch Bischof Wilmar von Brandenburg im Jahr 1173.                                     |
| Twergow       | Thuergowe, Twergowe, Tuvergowe, Twargou, Twargaw, Twargowe, Zerckow, Czerkow, Starckau, Zerckau | Dannigkow         | unbekannt                               | unbekannt       | Erste urkundliche Erwähnung durch Erzbischof Wichmann im Jahr 1170.                                                |
| Uzikisdorf    | Vtzikistorp, Vizikistorp, Uzekestorp                                                            | Leitzkau          | unbekannt                               | unbekannt       | Erste urkundliche Erwähnung durch Bischof Wilmar von Brandenburg im Jahr 1173.                                     |
| Veterzeb      | Veterzib                                                                                        | Ladeburg          | Im 13. Jahrhundert                      | unbekannt       | |
| Waltersdorf   |                                                                                                 | Ladeburg          | Bereits bei erster Erwähnung 1431 wüst. | unbekannt       | |
| Weddingsdorf  | Wedingstorf, Wenstorf, Wensdorf                                                                 | Vehlitz           | unbekannt                               | unbekannt       | |
| Wedelwitz     | Wedelwicz, Wedelbitz                                                                            | Lübs              | Bereits bei erster Erwähnung 1377 wüst. | unbekannt       | |
| Zebeker       | Zebecore, Zebekere, Zeibbekere, Czibbeker                                                       | Leitzkau          | unbekannt                               | unbekannt       | Erste urkundliche Erwähnung durch Bischof Wilmar von Brandenburg im Jahr 1173.                                     |
| Zitzerbe      | Cicelo, Cessarue, Cicerue, Cicerwe, Ccycerwe, Scycerwe, Zizerber                                | Leitzkau          | unbekannt                               | unbekannt       | |

### Jerichow
| Name         | Weiter bekannte Namen                        | Heutige Gemarkung | Vermuteter Wüstungszeitpunkt | Wüstungsursache               | Anmerkungen |
| ------------ | -------------------------------------------- | ----------------- | ---------------------------- | ----------------------------- | ----------- |
| Gernreich    | Gernryck, Gernrick                           | Kleinwulkow       | unbekannt                    | unbekannt                     |             |
| Heydebleck   | Heidebleck, Heidebeke, Heudebleck            | Klietznick        | 1791                         | Aufgrund ständiger Hochwasser |             |
| Jeske        |                                              | Kade              | unbekannt                    | unbekannt                     |             |
| Langenhausen | Lanchusen, Lankhusen, Langhusen, Langenhusen | Brettin           | unbekannt                    | unbekannt                     |             |
| Rüdow        | Rudow                                        | Wulkow            | unbekannt                    | unbekannt                     |             |

### Möckern
| Name         | Weiter bekannte Namen                                            | Heutige Gemarkung              | Vermuteter Wüstungszeitpunkt            | Wüstungsursache                                                                | Anmerkungen |
| ------------ | ---------------------------------------------------------------- | ------------------------------ | --------------------------------------- | ------------------------------------------------------------------------------ | --- |
| Degenitz     | Trägenitz                                                        | Möckern                        | unbekannt                               | unbekannt                                                                      | Erste urkundliche Erwähnung am 17. März 1525 durch Kardinal Albrecht.                                            |
| Dore         | Silva Durn, Dure, Dvore, Dorremark                               | Brandenstein                   | unbekannt                               | unbekannt                                                                      | Erste urkundliche Erwähnung im Jahre 1009 durch König Heinrich II.                                               |
| Dudendorf    | Dudendorp                                                        | Ziepel                         | unbekannt                               | unbekannt                                                                      | |
| Gesow        | Jeso, Zesaw, Jesow, Gesaw                                        |                                | Bereits bei erster Erwähnung 1445 wüst. | unbekannt                                                                      | |
| Gloine       | Dulgeziz, Gloyna, Kerkglune, Glyne, Glaue, Gline                 | Truppenübungsplatz Altengrabow | 1894                                    | Errichtung des Truppenübungsplatz Altengrabow                                  | |
| Ginow        | Ghinowe, Ginowe, Ghynow, Kinau, Ginau                            | Zeddenick                      | unbekannt                               | unbekannt                                                                      | Erste urkundliche Erwähnung durch Bischof Balderan im Jahr 1187.                                                 |
| Goritz       |                                                                  | Isterbies                      | unbekannt                               | unbekannt                                                                      | |
| Grätz        |                                                                  |                                | unbekannt                               | unbekannt                                                                      | |
| Gröden       | Greden, Grodene, Groden                                          | Loburg                         | unbekannt                               | unbekannt                                                                      | Erste urkundliche Erwähnung durch Erzbischof Albrecht III. am 18. Oktober 139.                                   |
| Güssen       | Gussin, Gussen, Geusen, Grossin                                  | Loburg                         | Bereits bei erster Erwähnung 1447 wüst. | unbekannt                                                                      | |
| Judasdorf    |                                                                  | Rosian                         | unbekannt                               | unbekannt                                                                      | |
| Kallow       | Calilo, Kallo, Kalow                                             | Möckern                        | unbekannt                               | unbekannt                                                                      | Erste urkundliche Erwähnung durch Bischof Ludwig von Brandenburg am 25. April 1329.                              |
| Kahme        | Kame, dye Kam                                                    | Pabsdorf                       | Bereits 1382 wüst gefallen.             | unbekannt                                                                      | |
| Klitsche     | Klitzke                                                          | Truppenübungsplatz Altengrabow | 1894                                    | Errichtung des Truppenübungsplatz Altengrabow                                  | |
| Klopsdorf    |                                                                  |                                |                                         |                                                                                | |
| Kupel        | Cubil, Kuppel, Kubel, Küpel                                      | Loburg                         | unbekannt                               | unbekannt                                                                      | |
| Leimbach     | Leynbach, Leymbach                                               | Dalchau                        | unbekannt                               | unbekannt                                                                      | Erste urkundliche Erwähnung am 4. April 1294.                                                                    |
| Möckernitz   | Mockernisse, Mokernick, Mockernitz                               | Loburg                         | unbekannt                               | unbekannt                                                                      | |
| Nieplitz     | Uuiplizili, Nipelicz, Nybelitz, Niplitz, Nuplitz                 | Theeßen                        | Im 19. Jahrhundert.                     | Die Häuser wurden abgetragen und im nahegelegenen Räckendorf wieder aufgebaut. | Erste urkundliche Erwähnung durch Otto III. am 28. September 992 in einer Tauschurkunde an das Kloster Memleben. |
| Pamelitz     | Pameliz, Pomolicz, Pomelitz, Pemelitz, Pamlitz, Pomlitz, Pomnitz | Zeddenick                      | unbekannt                               | unbekannt                                                                      | Erste urkundliche Erwähnung durch Bischof Balderan im Jahr 1187.                                                 |
| Parschwinkel | Perswinkel, Perschwinkel                                         | Tryppehna                      | Bereits bei erster Erwähnung 1410 wüst. | unbekannt                                                                      | Erste urkundliche Erwähnung durch die Grafen Ulrich und Günther von Lindau am 7. September 1410.                 |
| Portez       | Pessets, Pothez, Pottez, Potetz                                  | Theeßen                        | unbekannt                               | unbekannt                                                                      | |
| Pokeritz     | Pokeris, Pockeritz, Poeckeritz                                   | Büden                          | unbekannt                               | unbekannt                                                                      | Erste urkundliche Erwähnung durch Erzbischof Ludolf im Jahr 1203.                                                |
| Polzuhn      | Bultzin, Pletzim, Boltzun, Balsune, Bolsin, Polzhuhn             | Grabow                         | unbekannt                               | unbekannt                                                                      | Erste urkundliche Erwähnung am 6. Januar 1306.                                                                   |
| Predemitz    | Premmnitz, Predenitz, Predewitz, Prämlitz                        | Möckern                        | unbekannt                               | unbekannt                                                                      | |
| Radersdorf   | Raderstorp, Reynstorf, Ranstorf                                  | Stegelitz                      | Bereits bei erster Erwähnung 1464 wüst. | unbekannt                                                                      | |
| Roschau      | Roskaw, Rosskaw, Roschkow, Roschow                               | Möckern                        | unbekannt                               | unbekannt                                                                      | |
| Schröps      | Screptz, Schrepptz, Schroptz                                     | Wörmlitz                       | unbekannt                               | unbekannt                                                                      | Erste urkundliche Erwähnung am 6. Januar 1306.                                                                   |
| Schwienau    | Swynow, Swinowe                                                  | Wörmlitz                       | unbekannt                               | unbekannt                                                                      | |
| Taltenaw     |                                                                  | Hobeck                         | unbekannt                               | unbekannt                                                                      | |
| Thümermark   | Thümen, Thumen, Thuemen, Thümar, Thümark                         | Truppenübungsplatz Altengrabow | 1894                                    | Errichtung des Truppenübungsplatz Altengrabow                                  | |
| Wahl         | Walle                                                            | Loburg                         | Bereits bei erster Erwähnung 1338 wüst. | unbekannt                                                                      | |
| Wiware       | Winare, Wineri, Winere, Wiemer                                   | Göbel                          | Im 13. Jahrhundert                      | unbekannt                                                                      | Erste urkundliche Erwähnung durch Bischof Wilmar von Brandenburg im Jahr 1173.                                   |
| Wusten       |                                                                  | Friedensau                     | unbekannt                               | unbekannt                                                                      | |
| Zugberg      | Zubyer, Zeubergk                                                 | Stegelitz                      | unbekannt                               | unbekannt                                                                      | Erste urkundliche Erwähnung am 6. Januar 1306.                                                                   |
| Zumitz       | Zobemeh, Zcemitz, Zeumitz, Zunnitz, Zummitz, Ziemnitz            | Loburg                         | unbekannt                               | unbekannt                                                                      | Erste urkundliche Erwähnung durch Otto III. am 28. September 992 in einer Tauschurkunde an das Kloster Memleben. |

### Möser
| Name     | Weiter bekannte Namen | Heutige Gemarkung | Vermuteter Wüstungszeitpunkt | Wüstungsursache | Anmerkungen |
| -------- | --------------------- | ----------------- | ---------------------------- | --------------- | ----------- |
| Popelitz | Popelicz              | Körbelitz         | Im 14. Jahrhundert.          | unbekannt       |             |